# Джузеппе Вольпечіна
Джузеппе Вольпечіна (італ. Giuseppe Volpecina, нар. 1 травня 1961, Казерта) — італійський футболіст, що грав на позиції лівого захисника, зокрема за «Палермо» та «Фіорентину».
По завершенні ігрової кар'єри — спортивний функціонер.

## Ігрова кар'єра
Народився 1 травня 1961 року в Казерті. Починав займатися футболом у структурі місцевого клубу «Казертана», 1977 року встиг навіть провести дві гри за його дорослу команду.
Того ж 1977 року талановитого юнака запросив до своїх лав «Наполі», в якому він розпочав із виступів за молодіжну команду. Протягом сезону 1979/80 провів три гри чемпіонату у складі головної команди неаполітанців, після чого був відданий в оренду до «Палермо».  Добре вписався до тактичних побудов нової команди і загалом відіграв за клуб зі столиці Сицилії чотири сезони своєї ігрової кар'єри. Більшість часу, проведеного у складі «Палермо», був основним гравцем на лівому фланзі захисту команди.
Згодом у 1984–1986 роках також на орендних правах грав за «Пізу», після чого повернувся до «Наполі». За результатами сезону 1986/87 допоміг «Наполі» зробити «золотий дубль», вигравши чемпіонат Італії та Кубок країни.
Попри цей успіх 1987 року захисник залишив команду і приєднався до «Верони». За два роки став гравцем «Фіорентини», а ще за два сезони повернувся до рідної «Казертани», у складі якої 1992 року і припинив виступи на професійному рівні.

## Титули і досягнення
- Чемпіон Італії (1):

«Наполі»: 1986-1987
- Володар Кубка Італії (1):

«Наполі»: 1986-1987
- Володар Кубка Мітропи (1):

«Піза»: 1985-1986